# Estequiometría ecológica
La estequiometría ecológica (más ampliamente conocida como estequiometría biológica) considera cómo el equilibrio energético y elementos influye en los sistemas vivos. Al igual que la estequiometría química, la estequiometría ecológica se basa en restricciones del equilibrio de masa cuando se aplican a los organismos y sus interacciones en los ecosistemas. Específicamente, cómo afecta el equilibrio de energía y elementos y cómo este equilibrio es afectado por los organismos y sus interacciones. Los conceptos de estequiometría ecológica tienen una larga historia en ecología con referencias tempranas a las limitaciones del equilibrio de masas hechas por Liebig, Lotka y Redfield. Estos conceptos anteriores se han ampliado para vincular explícitamente la fisiología elemental de los organismos con las interacciones de su red alimentaria y la función del ecosistema.

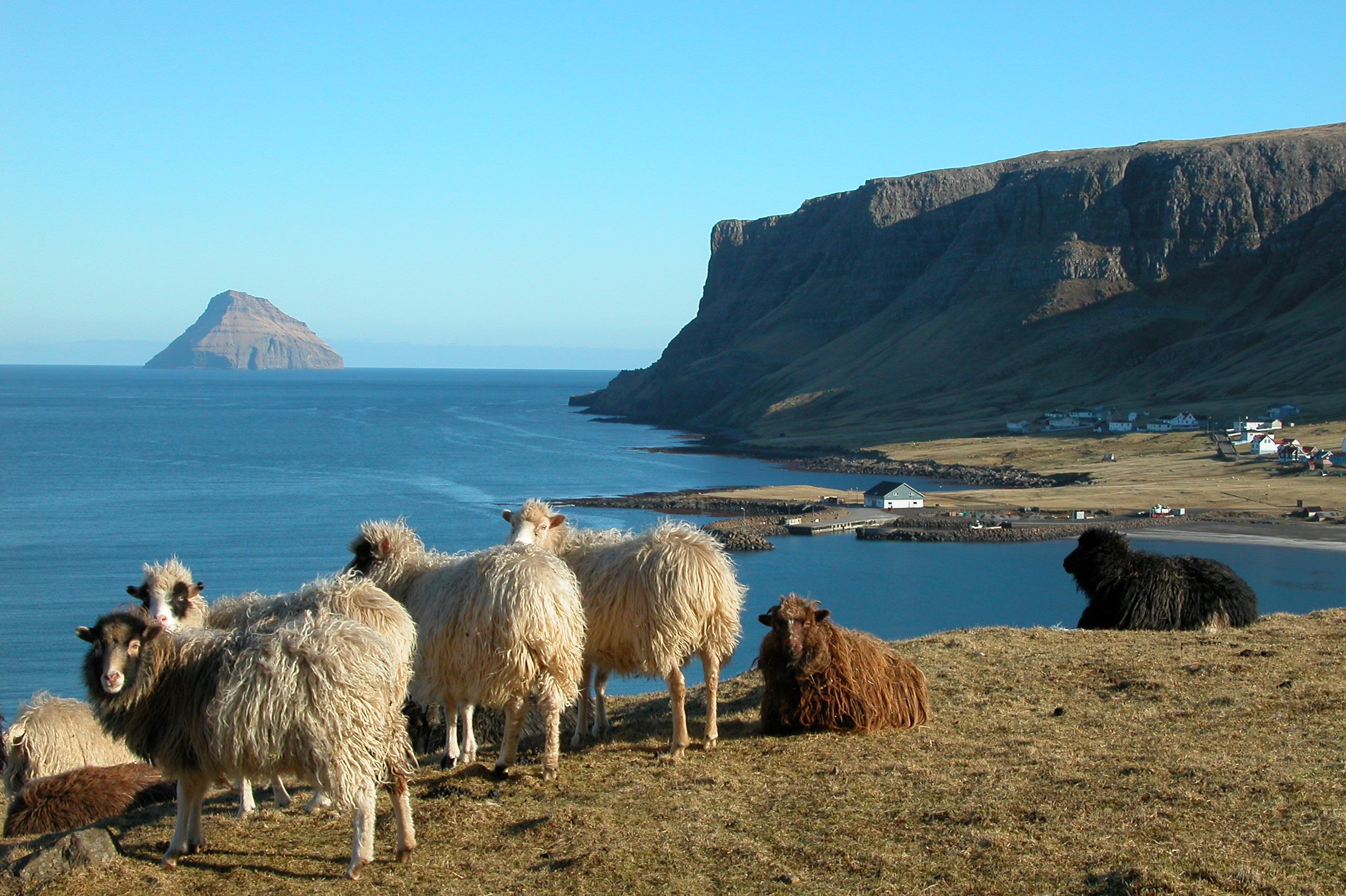
Las ovejas se alimentan de tejidos de plantas que contienen altas concentraciones de carbono en relación con las concentraciones de nitrógeno y fósforo (es decir, una alta proporción de C:N:P). Para crecer y desarrollarse, los tejidos de una oveja necesitan menos carbono en relación con el nitrógeno y el fósforo (es decir, una proporción baja de C:N:P) que la comida consumida. El crecimiento y el desarrollo de cualquier organismo pueden estar limitados por una estequiometría desequilibrada: un desequilibrio en las proporciones de elementos químicos en los alimentos que reflejan proporciones de moléculas orgánicas fisiológicamente importantes.

La mayoría del trabajo en estequiometría ecológica se centra en la interfaz entre un organismo y sus recursos. Esta interfaz, ya sea entre las plantas y sus recursos de nutrientes o los grandes herbívoros y pastos, a menudo se caracteriza por diferencias dramáticas en la composición elemental de cada parte. La diferencia, o desajuste, entre las demandas elementales de los organismos y la composición elemental de los recursos conduce a un desequilibrio elemental. Considere termitas, que tienen un tejido de carbono:nitrógeno relación (C:N) de aproximadamente 5 todavía consumir madera con una C:N proporción de 300-1000. La estequiometría ecológica pregunta principalmente: 
1. ¿Por qué surgen los desequilibrios elementales en la naturaleza?
2. ¿Cómo se ve afectada la fisiología del consumidor y la historia de vida por los desequilibrios elementales?
3. ¿Cuáles son los efectos posteriores sobre los procesos del ecosistema?

Los desequilibrios elementales surgen por una serie de razones fisiológicas y evolutivas relacionadas con las diferencias en la composición biológica de los organismos, como las diferencias en los tipos y cantidades de macromoléculas, orgánulos y tejidos. Los organismos difieren en la flexibilidad de su composición biológica y, por lo tanto, en el grado en que los organismos pueden mantener una composición química constante ante las variaciones en sus recursos. Las variaciones en los recursos se pueden relacionar con los tipos de recursos necesarios, su disponibilidad relativa en tiempo y espacio, y cómo se adquieren. La capacidad de mantener la composición química interna a pesar de los cambios en la composición química y la disponibilidad de recursos se conoce como "homeostasis estequiométrica". Al igual que la noción biológica general de la homeostasis, la homeostasis elemental se refiere al mantenimiento de la composición elemental dentro de un rango biológicamente ordenado. Los organismos fotoautotróficos, como las algas y las plantas vasculares, pueden exhibir un rango muy amplio de plasticidad fisiológica en la composición elemental y, por lo tanto, tienen una homeostasis estequiométrica relativamente débil. En contraste, otros organismos, como los animales multicelulares, tienen una homeostasis cercana a la estricta y se puede considerar que tienen una composición química distinta. Por ejemplo, las proporciones de carbono a fósforo en la materia orgánica suspendida en lagos (es decir, algas, bacterias y detritus) pueden variar entre 100 y 1000, mientras que las proporciones C: P de Daphnia, un zooplancton crustáceo, permanecen casi constantes en 80:1. Las diferencias generales en la homeostasis estequiométrica entre plantas y animales pueden llevar a desequilibrios elementales grandes y variables entre los consumidores y los recursos. 
La estequiometría ecológica busca descubrir cómo el contenido químico de los organismos da forma a su ecología. La estequiometría ecológica se ha aplicado a estudios de reciclaje de nutrientes, competencia de recursos, crecimiento animal y patrones de limitación de nutrientes en ecosistemas completos. La relación de Redfield de los océanos del mundo es una aplicación muy famosa de los principios estequiométricos a la ecología. La estequiometría ecológica también considera los fenómenos a nivel subcelular, como el contenido de P de un ribosoma, así como los fenómenos a nivel de la biosfera, como el contenido de oxígeno de la atmósfera terrestre. 
Hasta la fecha, el marco de investigación de la estequiometría ecológica estimuló la investigación en diversos campos de la biología, ecología, bioquímica y salud humana, incluida la investigación en microbiomas humanos, investigación sobre el cáncer, interacciones de la red alimentaria, dinámica de la población, servicios ecosistémicos, productividad de cultivos agrícolas y nutrición de las abejas.